# Minna Reichert
Minna Reichert (geb. Bene; * 22. September 1869 in Nieder Bielau, Provinz Schlesien; † 3. April 1946 in Berlin) war eine deutsche Frauenrechtlerin und Politikerin zunächst der SPD, dann der USPD und zuletzt der KPD.
Reichert wurde Hausfrau in Berlin. Ab 1907 war sie als sozialdemokratische Funktionärin in einer lokalen Parteiorganisation tätig. Auch in der sozialdemokratischen Frauenbewegung war sie aktiv. Von 1914 bis 1917 war sie Mitglied der SPD im Zentralvorstand für Groß-Berlin. Im Jahr 1915 nahm Reichert an der Zimmerwalder Konferenz teil. Zwei Jahre später trat sie zur USPD über. Von 1919 bis 1920 war Reichert Mitglied des Reichsfrauenausschusses der Partei. Für einige Monate gehörte sie 1920 auch der zentralen Kontrollkommission der USPD an. In der Partei gehörte Reichert dem linken Flügel an und trat für den Beitritt zur Komintern und den Anschluss an die KPD ein. In den Jahren 1920 und 1921 war sie als Nachrückerin Mitglied in der verfassungsgebenden preußischen Landesversammlung. Im Dezember 1920 schloss sich Reichert mit der Mehrheit der USPD der KPD an. Im Jahr 1921 wurde sie Parteisekretärin des Bezirks Halle-Merseburg. Dort war sie zuständig für die Frauenarbeit. Sie kandidierte nicht mehr für den Landtag, wurde aber Mitglied im Provinziallandtag der Provinz Sachsen. Im Jahr 1926 wurde sie Witwe und zog erneut nach Berlin. Bis 1933 blieb sie hauptamtliche Referentin und Instrukteurin des Zentralkomitees der KPD.